# Walter Pulitzer
Walter Pulitzer (New York, 4 aprile 1878 – Buffalo, 15 settembre 1926) è stato un editore, scrittore e compositore di scacchi statunitense.

## Biografia
Suo padre era Albert Pulitzer, fratello minore di Joseph Pulitzer (il fondatore del Premio Pulitzer per il giornalismo), e come loro due si dedicò all'editoria: fondò la "Pulitzer Publishing Company, Inc.", Pubblicò diverse riviste, che ebbero per lo più vita breve, tra le quali Satire, The Welcome Guest, Pulitzer's Review e Pulitzer's Magazine. La sua attività editoriale non era però collegata con quelle del padre e dello zio.
Appassionato di scacchi come il genitore, un forte giocatore che vinse una partita contro Georg Marco, compose diversi problemi di scacchi e scrisse il libro Chess Harmonies, una raccolta di suoi problemi di scacchi (Robertson & Wallace, New York, 1894).
Fu autore di altri libri di soggetto non scacchistico, tra cui:
- That Duel at the Château Marsanac, Funk & Wagnalls, New York, 1899[3]
- A Cynic's Meditations, Dodge Publishing Co., New York, 1908
- Meditations of a Mean Man, Dodge, New York, 1912[4]
- Cupid Pack of Cards
- Cozy Corner Confidences.

Si sposò due volte: nel 1911 con Lillian Hearne, dalla quale divorziò dopo sette anni di matrimonio, e nel 1919 con Caroline P. Englehart, dalla quale ebbe due figli.
Morì in una clinica privata di Buffalo all'età di 48 anni.

## Un problema di Walter Pulitzer
|   | a | b | c | d | e | f | g | h |   |
| 8 | c7 alfiere del bianco · e7 cavallo del nero · h6 donna del bianco · e5 pedone del nero · f5 alfiere del nero · g5 pedone del bianco · b4 torre del bianco · d4 cavallo del bianco · e3 re del nero · c2 pedone del bianco · g2 pedone del bianco · e1 re del bianco | c7 alfiere del bianco · e7 cavallo del nero · h6 donna del bianco · e5 pedone del nero · f5 alfiere del nero · g5 pedone del bianco · b4 torre del bianco · d4 cavallo del bianco · e3 re del nero · c2 pedone del bianco · g2 pedone del bianco · e1 re del bianco | c7 alfiere del bianco · e7 cavallo del nero · h6 donna del bianco · e5 pedone del nero · f5 alfiere del nero · g5 pedone del bianco · b4 torre del bianco · d4 cavallo del bianco · e3 re del nero · c2 pedone del bianco · g2 pedone del bianco · e1 re del bianco | c7 alfiere del bianco · e7 cavallo del nero · h6 donna del bianco · e5 pedone del nero · f5 alfiere del nero · g5 pedone del bianco · b4 torre del bianco · d4 cavallo del bianco · e3 re del nero · c2 pedone del bianco · g2 pedone del bianco · e1 re del bianco | c7 alfiere del bianco · e7 cavallo del nero · h6 donna del bianco · e5 pedone del nero · f5 alfiere del nero · g5 pedone del bianco · b4 torre del bianco · d4 cavallo del bianco · e3 re del nero · c2 pedone del bianco · g2 pedone del bianco · e1 re del bianco | c7 alfiere del bianco · e7 cavallo del nero · h6 donna del bianco · e5 pedone del nero · f5 alfiere del nero · g5 pedone del bianco · b4 torre del bianco · d4 cavallo del bianco · e3 re del nero · c2 pedone del bianco · g2 pedone del bianco · e1 re del bianco | c7 alfiere del bianco · e7 cavallo del nero · h6 donna del bianco · e5 pedone del nero · f5 alfiere del nero · g5 pedone del bianco · b4 torre del bianco · d4 cavallo del bianco · e3 re del nero · c2 pedone del bianco · g2 pedone del bianco · e1 re del bianco | c7 alfiere del bianco · e7 cavallo del nero · h6 donna del bianco · e5 pedone del nero · f5 alfiere del nero · g5 pedone del bianco · b4 torre del bianco · d4 cavallo del bianco · e3 re del nero · c2 pedone del bianco · g2 pedone del bianco · e1 re del bianco | 8 |
| 7 | c7 alfiere del bianco · e7 cavallo del nero · h6 donna del bianco · e5 pedone del nero · f5 alfiere del nero · g5 pedone del bianco · b4 torre del bianco · d4 cavallo del bianco · e3 re del nero · c2 pedone del bianco · g2 pedone del bianco · e1 re del bianco | c7 alfiere del bianco · e7 cavallo del nero · h6 donna del bianco · e5 pedone del nero · f5 alfiere del nero · g5 pedone del bianco · b4 torre del bianco · d4 cavallo del bianco · e3 re del nero · c2 pedone del bianco · g2 pedone del bianco · e1 re del bianco | c7 alfiere del bianco · e7 cavallo del nero · h6 donna del bianco · e5 pedone del nero · f5 alfiere del nero · g5 pedone del bianco · b4 torre del bianco · d4 cavallo del bianco · e3 re del nero · c2 pedone del bianco · g2 pedone del bianco · e1 re del bianco | c7 alfiere del bianco · e7 cavallo del nero · h6 donna del bianco · e5 pedone del nero · f5 alfiere del nero · g5 pedone del bianco · b4 torre del bianco · d4 cavallo del bianco · e3 re del nero · c2 pedone del bianco · g2 pedone del bianco · e1 re del bianco | c7 alfiere del bianco · e7 cavallo del nero · h6 donna del bianco · e5 pedone del nero · f5 alfiere del nero · g5 pedone del bianco · b4 torre del bianco · d4 cavallo del bianco · e3 re del nero · c2 pedone del bianco · g2 pedone del bianco · e1 re del bianco | c7 alfiere del bianco · e7 cavallo del nero · h6 donna del bianco · e5 pedone del nero · f5 alfiere del nero · g5 pedone del bianco · b4 torre del bianco · d4 cavallo del bianco · e3 re del nero · c2 pedone del bianco · g2 pedone del bianco · e1 re del bianco | c7 alfiere del bianco · e7 cavallo del nero · h6 donna del bianco · e5 pedone del nero · f5 alfiere del nero · g5 pedone del bianco · b4 torre del bianco · d4 cavallo del bianco · e3 re del nero · c2 pedone del bianco · g2 pedone del bianco · e1 re del bianco | c7 alfiere del bianco · e7 cavallo del nero · h6 donna del bianco · e5 pedone del nero · f5 alfiere del nero · g5 pedone del bianco · b4 torre del bianco · d4 cavallo del bianco · e3 re del nero · c2 pedone del bianco · g2 pedone del bianco · e1 re del bianco | 7 |
| 6 | c7 alfiere del bianco · e7 cavallo del nero · h6 donna del bianco · e5 pedone del nero · f5 alfiere del nero · g5 pedone del bianco · b4 torre del bianco · d4 cavallo del bianco · e3 re del nero · c2 pedone del bianco · g2 pedone del bianco · e1 re del bianco | c7 alfiere del bianco · e7 cavallo del nero · h6 donna del bianco · e5 pedone del nero · f5 alfiere del nero · g5 pedone del bianco · b4 torre del bianco · d4 cavallo del bianco · e3 re del nero · c2 pedone del bianco · g2 pedone del bianco · e1 re del bianco | c7 alfiere del bianco · e7 cavallo del nero · h6 donna del bianco · e5 pedone del nero · f5 alfiere del nero · g5 pedone del bianco · b4 torre del bianco · d4 cavallo del bianco · e3 re del nero · c2 pedone del bianco · g2 pedone del bianco · e1 re del bianco | c7 alfiere del bianco · e7 cavallo del nero · h6 donna del bianco · e5 pedone del nero · f5 alfiere del nero · g5 pedone del bianco · b4 torre del bianco · d4 cavallo del bianco · e3 re del nero · c2 pedone del bianco · g2 pedone del bianco · e1 re del bianco | c7 alfiere del bianco · e7 cavallo del nero · h6 donna del bianco · e5 pedone del nero · f5 alfiere del nero · g5 pedone del bianco · b4 torre del bianco · d4 cavallo del bianco · e3 re del nero · c2 pedone del bianco · g2 pedone del bianco · e1 re del bianco | c7 alfiere del bianco · e7 cavallo del nero · h6 donna del bianco · e5 pedone del nero · f5 alfiere del nero · g5 pedone del bianco · b4 torre del bianco · d4 cavallo del bianco · e3 re del nero · c2 pedone del bianco · g2 pedone del bianco · e1 re del bianco | c7 alfiere del bianco · e7 cavallo del nero · h6 donna del bianco · e5 pedone del nero · f5 alfiere del nero · g5 pedone del bianco · b4 torre del bianco · d4 cavallo del bianco · e3 re del nero · c2 pedone del bianco · g2 pedone del bianco · e1 re del bianco | c7 alfiere del bianco · e7 cavallo del nero · h6 donna del bianco · e5 pedone del nero · f5 alfiere del nero · g5 pedone del bianco · b4 torre del bianco · d4 cavallo del bianco · e3 re del nero · c2 pedone del bianco · g2 pedone del bianco · e1 re del bianco | 6 |
| 5 | c7 alfiere del bianco · e7 cavallo del nero · h6 donna del bianco · e5 pedone del nero · f5 alfiere del nero · g5 pedone del bianco · b4 torre del bianco · d4 cavallo del bianco · e3 re del nero · c2 pedone del bianco · g2 pedone del bianco · e1 re del bianco | c7 alfiere del bianco · e7 cavallo del nero · h6 donna del bianco · e5 pedone del nero · f5 alfiere del nero · g5 pedone del bianco · b4 torre del bianco · d4 cavallo del bianco · e3 re del nero · c2 pedone del bianco · g2 pedone del bianco · e1 re del bianco | c7 alfiere del bianco · e7 cavallo del nero · h6 donna del bianco · e5 pedone del nero · f5 alfiere del nero · g5 pedone del bianco · b4 torre del bianco · d4 cavallo del bianco · e3 re del nero · c2 pedone del bianco · g2 pedone del bianco · e1 re del bianco | c7 alfiere del bianco · e7 cavallo del nero · h6 donna del bianco · e5 pedone del nero · f5 alfiere del nero · g5 pedone del bianco · b4 torre del bianco · d4 cavallo del bianco · e3 re del nero · c2 pedone del bianco · g2 pedone del bianco · e1 re del bianco | c7 alfiere del bianco · e7 cavallo del nero · h6 donna del bianco · e5 pedone del nero · f5 alfiere del nero · g5 pedone del bianco · b4 torre del bianco · d4 cavallo del bianco · e3 re del nero · c2 pedone del bianco · g2 pedone del bianco · e1 re del bianco | c7 alfiere del bianco · e7 cavallo del nero · h6 donna del bianco · e5 pedone del nero · f5 alfiere del nero · g5 pedone del bianco · b4 torre del bianco · d4 cavallo del bianco · e3 re del nero · c2 pedone del bianco · g2 pedone del bianco · e1 re del bianco | c7 alfiere del bianco · e7 cavallo del nero · h6 donna del bianco · e5 pedone del nero · f5 alfiere del nero · g5 pedone del bianco · b4 torre del bianco · d4 cavallo del bianco · e3 re del nero · c2 pedone del bianco · g2 pedone del bianco · e1 re del bianco | c7 alfiere del bianco · e7 cavallo del nero · h6 donna del bianco · e5 pedone del nero · f5 alfiere del nero · g5 pedone del bianco · b4 torre del bianco · d4 cavallo del bianco · e3 re del nero · c2 pedone del bianco · g2 pedone del bianco · e1 re del bianco | 5 |
| 4 | c7 alfiere del bianco · e7 cavallo del nero · h6 donna del bianco · e5 pedone del nero · f5 alfiere del nero · g5 pedone del bianco · b4 torre del bianco · d4 cavallo del bianco · e3 re del nero · c2 pedone del bianco · g2 pedone del bianco · e1 re del bianco | c7 alfiere del bianco · e7 cavallo del nero · h6 donna del bianco · e5 pedone del nero · f5 alfiere del nero · g5 pedone del bianco · b4 torre del bianco · d4 cavallo del bianco · e3 re del nero · c2 pedone del bianco · g2 pedone del bianco · e1 re del bianco | c7 alfiere del bianco · e7 cavallo del nero · h6 donna del bianco · e5 pedone del nero · f5 alfiere del nero · g5 pedone del bianco · b4 torre del bianco · d4 cavallo del bianco · e3 re del nero · c2 pedone del bianco · g2 pedone del bianco · e1 re del bianco | c7 alfiere del bianco · e7 cavallo del nero · h6 donna del bianco · e5 pedone del nero · f5 alfiere del nero · g5 pedone del bianco · b4 torre del bianco · d4 cavallo del bianco · e3 re del nero · c2 pedone del bianco · g2 pedone del bianco · e1 re del bianco | c7 alfiere del bianco · e7 cavallo del nero · h6 donna del bianco · e5 pedone del nero · f5 alfiere del nero · g5 pedone del bianco · b4 torre del bianco · d4 cavallo del bianco · e3 re del nero · c2 pedone del bianco · g2 pedone del bianco · e1 re del bianco | c7 alfiere del bianco · e7 cavallo del nero · h6 donna del bianco · e5 pedone del nero · f5 alfiere del nero · g5 pedone del bianco · b4 torre del bianco · d4 cavallo del bianco · e3 re del nero · c2 pedone del bianco · g2 pedone del bianco · e1 re del bianco | c7 alfiere del bianco · e7 cavallo del nero · h6 donna del bianco · e5 pedone del nero · f5 alfiere del nero · g5 pedone del bianco · b4 torre del bianco · d4 cavallo del bianco · e3 re del nero · c2 pedone del bianco · g2 pedone del bianco · e1 re del bianco | c7 alfiere del bianco · e7 cavallo del nero · h6 donna del bianco · e5 pedone del nero · f5 alfiere del nero · g5 pedone del bianco · b4 torre del bianco · d4 cavallo del bianco · e3 re del nero · c2 pedone del bianco · g2 pedone del bianco · e1 re del bianco | 4 |
| 3 | c7 alfiere del bianco · e7 cavallo del nero · h6 donna del bianco · e5 pedone del nero · f5 alfiere del nero · g5 pedone del bianco · b4 torre del bianco · d4 cavallo del bianco · e3 re del nero · c2 pedone del bianco · g2 pedone del bianco · e1 re del bianco | c7 alfiere del bianco · e7 cavallo del nero · h6 donna del bianco · e5 pedone del nero · f5 alfiere del nero · g5 pedone del bianco · b4 torre del bianco · d4 cavallo del bianco · e3 re del nero · c2 pedone del bianco · g2 pedone del bianco · e1 re del bianco | c7 alfiere del bianco · e7 cavallo del nero · h6 donna del bianco · e5 pedone del nero · f5 alfiere del nero · g5 pedone del bianco · b4 torre del bianco · d4 cavallo del bianco · e3 re del nero · c2 pedone del bianco · g2 pedone del bianco · e1 re del bianco | c7 alfiere del bianco · e7 cavallo del nero · h6 donna del bianco · e5 pedone del nero · f5 alfiere del nero · g5 pedone del bianco · b4 torre del bianco · d4 cavallo del bianco · e3 re del nero · c2 pedone del bianco · g2 pedone del bianco · e1 re del bianco | c7 alfiere del bianco · e7 cavallo del nero · h6 donna del bianco · e5 pedone del nero · f5 alfiere del nero · g5 pedone del bianco · b4 torre del bianco · d4 cavallo del bianco · e3 re del nero · c2 pedone del bianco · g2 pedone del bianco · e1 re del bianco | c7 alfiere del bianco · e7 cavallo del nero · h6 donna del bianco · e5 pedone del nero · f5 alfiere del nero · g5 pedone del bianco · b4 torre del bianco · d4 cavallo del bianco · e3 re del nero · c2 pedone del bianco · g2 pedone del bianco · e1 re del bianco | c7 alfiere del bianco · e7 cavallo del nero · h6 donna del bianco · e5 pedone del nero · f5 alfiere del nero · g5 pedone del bianco · b4 torre del bianco · d4 cavallo del bianco · e3 re del nero · c2 pedone del bianco · g2 pedone del bianco · e1 re del bianco | c7 alfiere del bianco · e7 cavallo del nero · h6 donna del bianco · e5 pedone del nero · f5 alfiere del nero · g5 pedone del bianco · b4 torre del bianco · d4 cavallo del bianco · e3 re del nero · c2 pedone del bianco · g2 pedone del bianco · e1 re del bianco | 3 |
| 2 | c7 alfiere del bianco · e7 cavallo del nero · h6 donna del bianco · e5 pedone del nero · f5 alfiere del nero · g5 pedone del bianco · b4 torre del bianco · d4 cavallo del bianco · e3 re del nero · c2 pedone del bianco · g2 pedone del bianco · e1 re del bianco | c7 alfiere del bianco · e7 cavallo del nero · h6 donna del bianco · e5 pedone del nero · f5 alfiere del nero · g5 pedone del bianco · b4 torre del bianco · d4 cavallo del bianco · e3 re del nero · c2 pedone del bianco · g2 pedone del bianco · e1 re del bianco | c7 alfiere del bianco · e7 cavallo del nero · h6 donna del bianco · e5 pedone del nero · f5 alfiere del nero · g5 pedone del bianco · b4 torre del bianco · d4 cavallo del bianco · e3 re del nero · c2 pedone del bianco · g2 pedone del bianco · e1 re del bianco | c7 alfiere del bianco · e7 cavallo del nero · h6 donna del bianco · e5 pedone del nero · f5 alfiere del nero · g5 pedone del bianco · b4 torre del bianco · d4 cavallo del bianco · e3 re del nero · c2 pedone del bianco · g2 pedone del bianco · e1 re del bianco | c7 alfiere del bianco · e7 cavallo del nero · h6 donna del bianco · e5 pedone del nero · f5 alfiere del nero · g5 pedone del bianco · b4 torre del bianco · d4 cavallo del bianco · e3 re del nero · c2 pedone del bianco · g2 pedone del bianco · e1 re del bianco | c7 alfiere del bianco · e7 cavallo del nero · h6 donna del bianco · e5 pedone del nero · f5 alfiere del nero · g5 pedone del bianco · b4 torre del bianco · d4 cavallo del bianco · e3 re del nero · c2 pedone del bianco · g2 pedone del bianco · e1 re del bianco | c7 alfiere del bianco · e7 cavallo del nero · h6 donna del bianco · e5 pedone del nero · f5 alfiere del nero · g5 pedone del bianco · b4 torre del bianco · d4 cavallo del bianco · e3 re del nero · c2 pedone del bianco · g2 pedone del bianco · e1 re del bianco | c7 alfiere del bianco · e7 cavallo del nero · h6 donna del bianco · e5 pedone del nero · f5 alfiere del nero · g5 pedone del bianco · b4 torre del bianco · d4 cavallo del bianco · e3 re del nero · c2 pedone del bianco · g2 pedone del bianco · e1 re del bianco | 2 |
| 1 | c7 alfiere del bianco · e7 cavallo del nero · h6 donna del bianco · e5 pedone del nero · f5 alfiere del nero · g5 pedone del bianco · b4 torre del bianco · d4 cavallo del bianco · e3 re del nero · c2 pedone del bianco · g2 pedone del bianco · e1 re del bianco | c7 alfiere del bianco · e7 cavallo del nero · h6 donna del bianco · e5 pedone del nero · f5 alfiere del nero · g5 pedone del bianco · b4 torre del bianco · d4 cavallo del bianco · e3 re del nero · c2 pedone del bianco · g2 pedone del bianco · e1 re del bianco | c7 alfiere del bianco · e7 cavallo del nero · h6 donna del bianco · e5 pedone del nero · f5 alfiere del nero · g5 pedone del bianco · b4 torre del bianco · d4 cavallo del bianco · e3 re del nero · c2 pedone del bianco · g2 pedone del bianco · e1 re del bianco | c7 alfiere del bianco · e7 cavallo del nero · h6 donna del bianco · e5 pedone del nero · f5 alfiere del nero · g5 pedone del bianco · b4 torre del bianco · d4 cavallo del bianco · e3 re del nero · c2 pedone del bianco · g2 pedone del bianco · e1 re del bianco | c7 alfiere del bianco · e7 cavallo del nero · h6 donna del bianco · e5 pedone del nero · f5 alfiere del nero · g5 pedone del bianco · b4 torre del bianco · d4 cavallo del bianco · e3 re del nero · c2 pedone del bianco · g2 pedone del bianco · e1 re del bianco | c7 alfiere del bianco · e7 cavallo del nero · h6 donna del bianco · e5 pedone del nero · f5 alfiere del nero · g5 pedone del bianco · b4 torre del bianco · d4 cavallo del bianco · e3 re del nero · c2 pedone del bianco · g2 pedone del bianco · e1 re del bianco | c7 alfiere del bianco · e7 cavallo del nero · h6 donna del bianco · e5 pedone del nero · f5 alfiere del nero · g5 pedone del bianco · b4 torre del bianco · d4 cavallo del bianco · e3 re del nero · c2 pedone del bianco · g2 pedone del bianco · e1 re del bianco | c7 alfiere del bianco · e7 cavallo del nero · h6 donna del bianco · e5 pedone del nero · f5 alfiere del nero · g5 pedone del bianco · b4 torre del bianco · d4 cavallo del bianco · e3 re del nero · c2 pedone del bianco · g2 pedone del bianco · e1 re del bianco | 1 |
|   | a | b | c | d | e | f | g | h |   |

Soluzione:
Chiave:  1. Df6!

- 1. ...Cc6  2. Cxf5#
- 1. ...Rf4  2. Cxf5#
- 1. ...Ag4  2. Dxe5#
- 1. ...A ∼  2. Df2#

Questo problema fu proposto da Pulitzer a Wilhelm Steinitz, che lo risolse ma commentò:
« Il problema è corretto, originale, difficile e ben costruito. Una vera gemma! Per quanto ricordi, è la prima volta che non sono riuscito a risolvere un problema di matto in due in meno di quindici minuti. ».
Il commento è riportato nel numero di aprile 1907 della rivista di Emanuel Lasker Chess Player's Scrap Book.  